# Beverly McDonald
Beverly McDonald (Saint Mary, Jamaica, 15 de fevereiro de 1970) é uma antiga atleta jamaicana, especialista em provas de velocidade pura. Ganhou a medalha de prata na estafeta 4 x 100 metros dos Jogos Olímpicos de 2000 e a medalha de ouro na mesma prova dos Jogos Olímpicos de 2004. A título individual, foi medalha de bronze nos 200 metros dos Jogos Olímpicos de 2000.
Beverly é irmã do também atleta medalhado olímpico Michael McDonald.

## Melhores marcas pessoais
| Prova              | Data                 | Local              | Marca   |
| ------------------ | -------------------- | ------------------ | ------- |
| 100 metros         | 7 de maio de 1998    | Doha, Qatar        | 10.99 s |
| 200 metros         | 27 de agosto de 1999 | Sevilha, Espanha   | 22.22 s |
| 60 metros (Indoor) | 10 de março de 1995  | Barcelona, Espanha | 7.16 s  |